# 광릉군
광릉군(廣陵郡)은 한나라에서 설치한 중국의 옛 군이다. 처음 설치됐을 때에는 동양군(東陽郡)이라 했으며, 군국제 시행 중에는 광릉국(廣陵國)이기도 했다.

## 전한
기원전 201년(한고제 6년) 유방이 초왕 한신을 회음후로 격하하고 초나라를 화이허 강을 경계로 둘로 나누어, 동쪽을 형나라로 만들고 유고를 형왕에 봉하면서 동양군·장군·회계군을 주었다고 하는데 이 동양군은 광릉군의 전신으로 동해군의 화이허 동쪽 부분을 분할해 설치한 것으로 보인다. 유고는 영포의 반란으로 살해되고 유방은 새로 오나라를 만들어 옛 형나라 땅을 관할하게 했다. 오왕 유비가 봉국을 거의 독립적으로 다스리던 차에 경제가 제후왕들의 죄를 빌미로 왕국의 지군을 몰수하자 유비 등이 반발하여 난을 일으켰다. 기원전 154년(경제 3년) 난이 진압된 후 회계군은 한나라의 직할 군으로 떨어져 나갔고 동양군은 장군과 함께 강도역왕의 강도국(江都國)이 되어 강도국의 서울을 영내에 두었다. 강도왕 유건이 죄를 지어 강도국이 폐해져, 원수 3년(기원전 120년) 이름을 광릉군으로 고치면서 처음으로 광릉이라는 이름이 나타난다. 원수 6년(기원전 117년) 무제의 아들 유서가 광릉왕에 봉해지면서 광릉국이 됐다. 광릉국이 설치됨과 함께 옛 광릉군의 영역 중 일부가 패군의 일부 영역과 함께 임회군으로 떨어져나갔다. 오봉 4년(기원전 54년) 광릉여왕의 모반 때문에 왕국이 폐지돼 광릉군이 됐고 초원 2년(기원전 47년) 여왕의 옛 태자 유패를 왕으로 삼고 복국해 다시 광릉국이 됐다.
임회군이 분립하기 전 동양군은 임회군의 영역 중 화이허 동쪽의 12현과 광릉국의 4현 총 16현을 관할했으며, 이외에 임회군의 속현 중 위치가 확인되지 않은 몇몇 현도 관할했을 것으로 추측된다.
서주에 속했으며 원시 2년(2년)의 인구조사에 따르면 36,773호, 140,722명을 관할했다. 철관이 있었다. 아래의 속현 목록은 《한서》지리지의 내용이다. 원연·수화 연간으로 여겨지며, 일반적으로 첫 현이 군국의 치소로 간주된다. 대략 지금의 장쑤성 양저우시 일대다.
| 현명 | 한자 | 대략적 위치         | 비고                                                                                          |
| ---- | ---- | ------------------- | --------------------------------------------------------------------------------------------- |
| 광릉 | 廣陵 | 양저우 시 북서      | 강도역왕 유비, 광릉여왕 유서 모두 여기에 도읍을 두었다.                                       |
| 강도 | 江都 | 양저우 시 한장 구   | 강수사(江水祠)가 있고, 거수(渠水)가 장강에서 나와 북으로 사양(射陽)에 이르러 호수로 들어간다. |
| 고우 | 高邮 | 양저우 시 가오유 시 |                                                                                               |
| 평안 | 平安 | 양저우 시 바오잉 현 |                                                                                               |

다음은 광릉왕국에서 봉해진 왕자후들이다. 강도왕국 시절에 봉해진 왕자후들은 추은령 이전에 봉해진 것으로 왕국의 구역 변천과는 무관하다.
| 이름       | 봉해진 때                         | 폐해진 때                               | 왕자후표의 말격 | 지리지의 소속 군 |
| ---------- | --------------------------------- | --------------------------------------- | --------------- | ---------------- |
| 조양(朝陽) | 본시 원년(기원전 73년) 7월 임자일 | 불명                                    | 제남            | 제남             |
| 평곡(平曲) | 본시 원년(기원전 73년) 7월 임자일 | 오봉 4년(기원전 54년), 이후 다시 봉해짐 | 동해            | 동해             |
| 남리(南利) | 본시 원년(기원전 73년) 7월 임자일 | 지절 2년(기원전 68년)                   | 여남            |                  |
| 양평(襄平) | 영광 5년(기원전 39년) 3월         | 시건국 원년(9년)                        |                 | 임회             |
| 난릉(蘭陵) | 건소 5년(기원전 34년) 12월        | 시건국 원년(9년)?                       |                 | 임회             |
| 광평(廣平) | 건소 5년(기원전 34년) 12월        | 시건국 원년(9년)?                       |                 | 임회             |

이외에 광릉무왕(廣陵繆王)의 아들 유가가 방락후에 봉해졌는데, 사기·한서에는 광릉무왕이란 왕이 없다.

## 신나라
군의 이름을 강평(江平)으로 고치고 다음 현의 이름을 바꿨다.
| 전한 | 신         |
| ---- | ---------- |
| 광릉 | 안정(安定) |
| 평안 | 두향(杜鄕) |

## 후한
건무 연간에 사수국을 폐하고 광릉군에 속하게 했다. 낙양에서 1,640리거리에 있다. 11성 83,907호 410,190명을 거느렸다.
| 현명   | 한자   | 대략적 위치                      | 비고                                                                                |
| ------ | ------ | -------------------------------- | ----------------------------------------------------------------------------------- |
| 廣陵縣 | 광릉현 |                                  | 동릉정(東陵亭)이 있다.                                                              |
| 江都縣 | 강도현 | 강수사(江水祠)가 있다.           |                                                                                     |
| 高邮縣 | 고우현 |                                  |                                                                                     |
| 平安縣 | 평안현 | 화이안 시 진후 현 당항향(唐港鄕) |                                                                                     |
| 淩縣   | 능현   | 쑤첸 시 쓰양 현 북서             | 본래 사수국에 속해있었다.                                                           |
| 東陽縣 | 동양현 | 화이안 시 화이인 구 남서         | 본래 임회군에 속했다. 장주택(長洲澤)이 있다. 서진대에 임회군으로 소속이 이관되었다. |
| 射陽縣 | 사양현 | 양저우 시 바오잉 현 동           | 본래 임화군에 속했다.                                                               |
| 鹽瀆縣 | 염독현 | 옌청 시                          | 본래 임화군에 속했다.                                                               |
| 輿候國 | 여후국 | 양저우 시 이정 시 북             | 본래 임화군에 속했다.                                                               |
| 堂邑縣 | 당읍현 | 난징시 류허 구 북서              | 본래 임화군에 속했다.                                                               |
| 海西縣 | 해서현 | 롄윈강 시 관난 현 남동           | 본래 동해군에 속했다.                                                               |

후한말엽 조조의 서주 침공을 피해 광릉군의 주민10만여명이 동오로 망명했다.

## 위진
조조의 서주 침공이후 조위에서 광릉군을 설치했다. 서진시기에는 8현 8,800호를 거느렸다.
| 현명(한자) | 현명(한글) | 대략적 위치              | 비고                                                                      |
| ---------- | ---------- | ------------------------ | ------------------------------------------------------------------------- |
| 淮陰縣     | 회음현     | 화이안 시 화이인 구 남서 | 유송대에 임회군으로 소속이 이관되었다.                                    |
| 射陽縣     | 사양현     | 변화없음                 |                                                                           |
| 輿縣       | 여현       | 변화없음                 |                                                                           |
| 海陵縣     | 해릉현     | 타이저우 시              | 강해회사(江海會祠)가 있다. 조위대에 폐했다가 280년(태강 원년)에 복구했다. |
| 廣陵縣     | 광릉현     | 변화없음                 |                                                                           |
| 鹽瀆縣     | 염독현     | 변화없음                 |                                                                           |
| 淮浦縣     | 회포현     | 화이안 시 롄수이 현      | 유송대에 임회군으로 소속이 이관되었다.                                    |
| 江都縣     | 강도현     | 변화없음                 | 강수사(江水祠)가 있다. 조위대에 폐했다가 285년(태강 6년)에 복구했다.      |

## 남조
영가의 난이후 오호 십육국 시대의 혼란을 피해 수많은 화북인들이 강남지방으로 이주했다. 이로 인해 산양군출신의 실향민들이 정착한 북동부가 산양군, 동부지역이 해릉군으로 분리되었다. 남연주에 속했다. 유송대에는 4현 7,744호 45,613명을 거느렸다.
| 현명   | 한자   | 대략적 위치            | 작위 | 비고                                                |
| ------ | ------ | ---------------------- | ---- | --------------------------------------------------- |
| 광릉현 | 廣陵縣 | 변화없음               | 현령 |                                                     |
| 해릉현 | 海陵縣 | 변화없음               | 현령 |                                                     |
| 고우현 | 高邮縣 | 변화없음               | 현령 | 삼국시대때 폐했다가 280년(태강 원년)에 복구했다.    |
| 강도현 | 江都縣 |                        | 현령 |                                                     |
| 제녕현 | 齊寧縣 | 양저우 시 장두 구 북동 |      | 483년(영명 원년) 신설되어 남제시기 광릉군에 속했다. |

## 장관

### 전한

#### 광릉상
- 성(? ~ 기원전 73년)
- 굉유(閎孺, 선제 시기?)
- 진만년(? ~ 기원전 61년)
- 승지(勝之, ? ~ 기원전 54년)

#### 광릉태수
- 왕건(? ~ 기원전 12년)
- 손보(? ~ 기원전 11년)

### 후한
- 교기(橋基): 교현의 할아버지다.
- 마릉(87년 ~ 90년)
- 진등(190년대 ~ ?)